# 小岩井駅
小岩井駅（こいわいえき）は、岩手県滝沢市大釜風林にある、東日本旅客鉄道（JR東日本）田沢湖線の駅である。

## 歴史
- 1921年（大正10年）6月25日：鉄道省（のちに日本国有鉄道）橋場軽便線の駅として開業[1]。
- 1922年（大正11年）9月2日：路線名の改称に伴い、橋場線の駅となる[1]。
- 1966年（昭和41年）10月20日：路線の改編に伴い、田沢湖線の駅となる[1]。
- 1974年（昭和49年）7月20日：貨物の取り扱いを廃止[1]。
- 1984年（昭和59年）2月1日：荷物の扱いを廃止[1]。
- 1986年（昭和61年）11月1日：駅員無配置駅となり[2]、小岩井駅長が廃止され、雫石駅長管理下となる（駅員配置は日交観職員配置により継続）。
- 1987年（昭和62年）4月1日：国鉄分割民営化により、JR東日本の駅となる[1]。
- 2016年（平成28年）10月1日：雫石管理駅からの駅員派遣を廃止し、業務委託化。
- 2018年（平成30年）4月1日：雫石駅の業務委託化により、管理駅が盛岡駅に変更。
- 2023年（令和5年）
  - 3月18日：終日無人化[新聞 1][新聞 2]。
  - 5月27日：ICカード「Suica」の利用が可能となる[報道 2][報道 3]。
- 2024年（令和6年）10月1日：えきねっとQチケのサービスを開始[3][報道 4]。

## 駅構造
相対式ホーム2面2線を有する地上駅である。互いのホームは跨線橋で連絡している。木造駅舎を備える。
盛岡駅管理の無人駅である。無人化される前までは、JR東日本東北総合サービスが委託する業務委託駅であった。簡易Suica改札機が設置されている。
駅舎は開業年の1921年（大正10年）に建築された。木造平屋建てで、床面積87平方メートルである。
JR東日本盛岡支社では2023年（令和5年）5月以降、大正時代の開業当初の姿を復元する形で待合室の拡張とリニューアル、外壁の塗り替え、屋根の瓦屋根への葺き替え、無人化に伴い不要となった駅事務室のフリースペースへの改装などの工事を行った。同年12月3日に改修が完了し、同時に駅舎は滝沢市に譲渡されている。

### のりば
| 番線 | 路線      | 方向 | 行先     |
| ---- | --------- | ---- | -------- |
| 1    | ■田沢湖線 | 上り | 盛岡方面 |
| 2    | ■田沢湖線 | 下り | 雫石方面 |

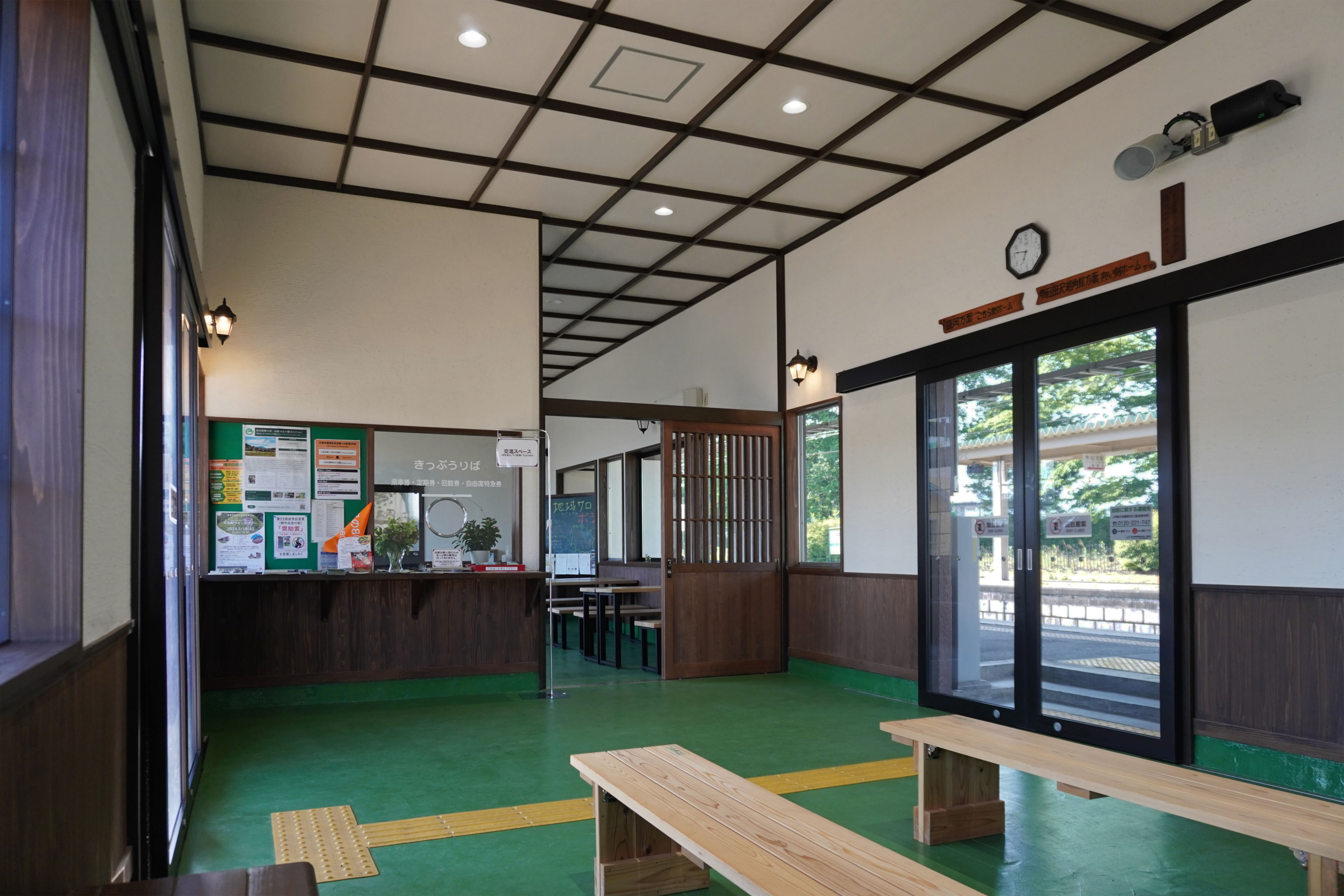
駅舎内（2024年5月）
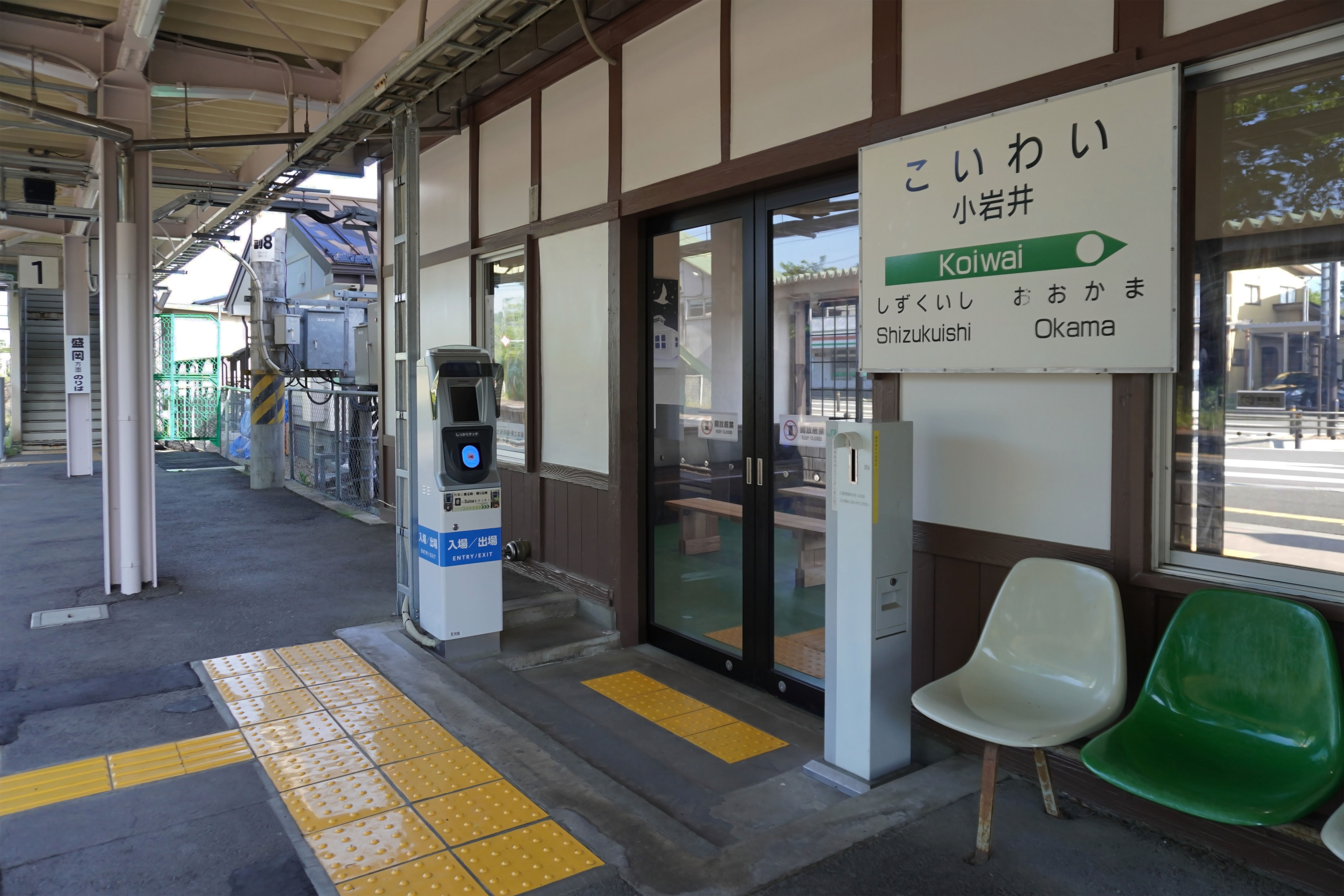
簡易Suica改札機（2024年5月）
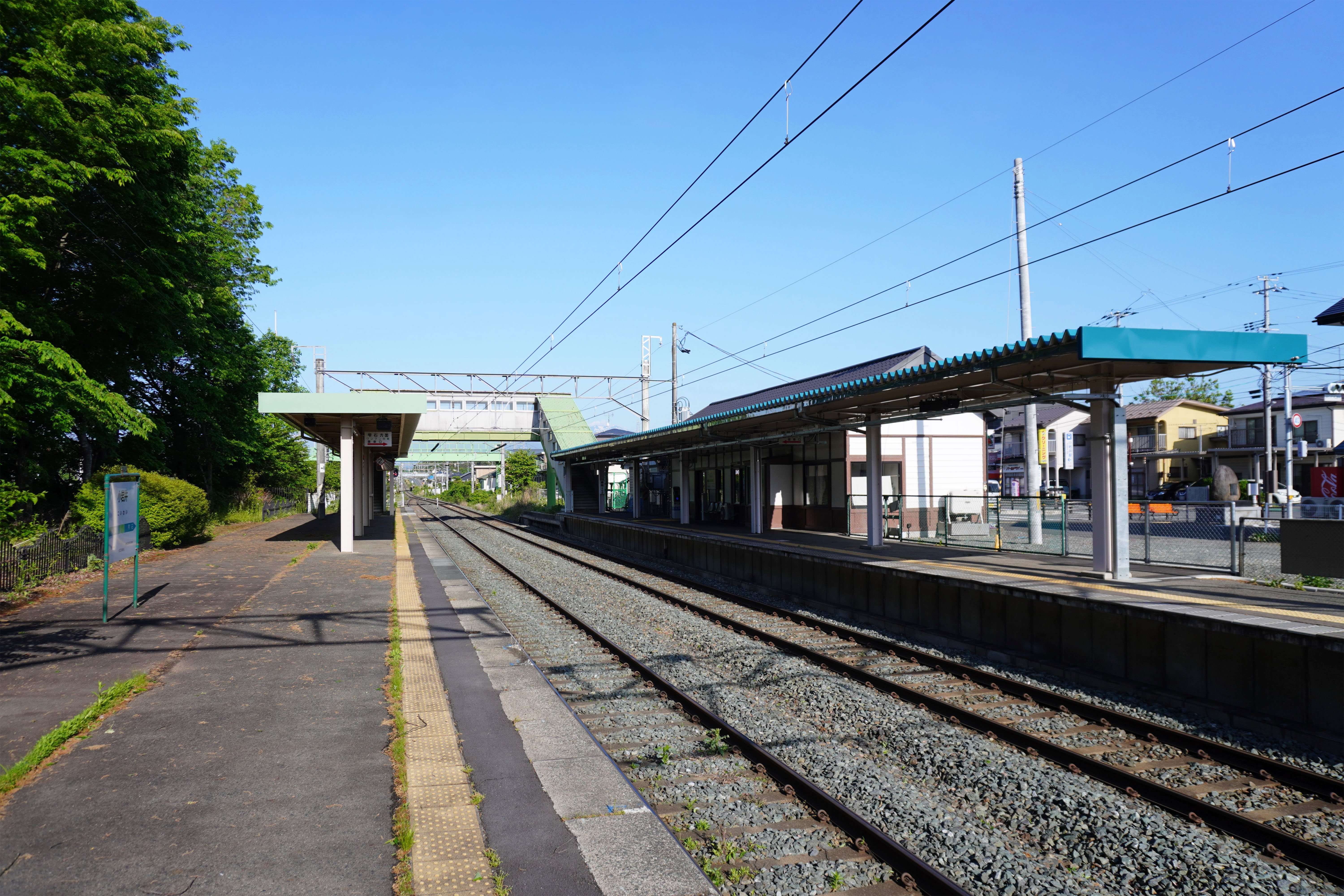
ホーム（2024年5月）

復元リニューアル前の駅舎
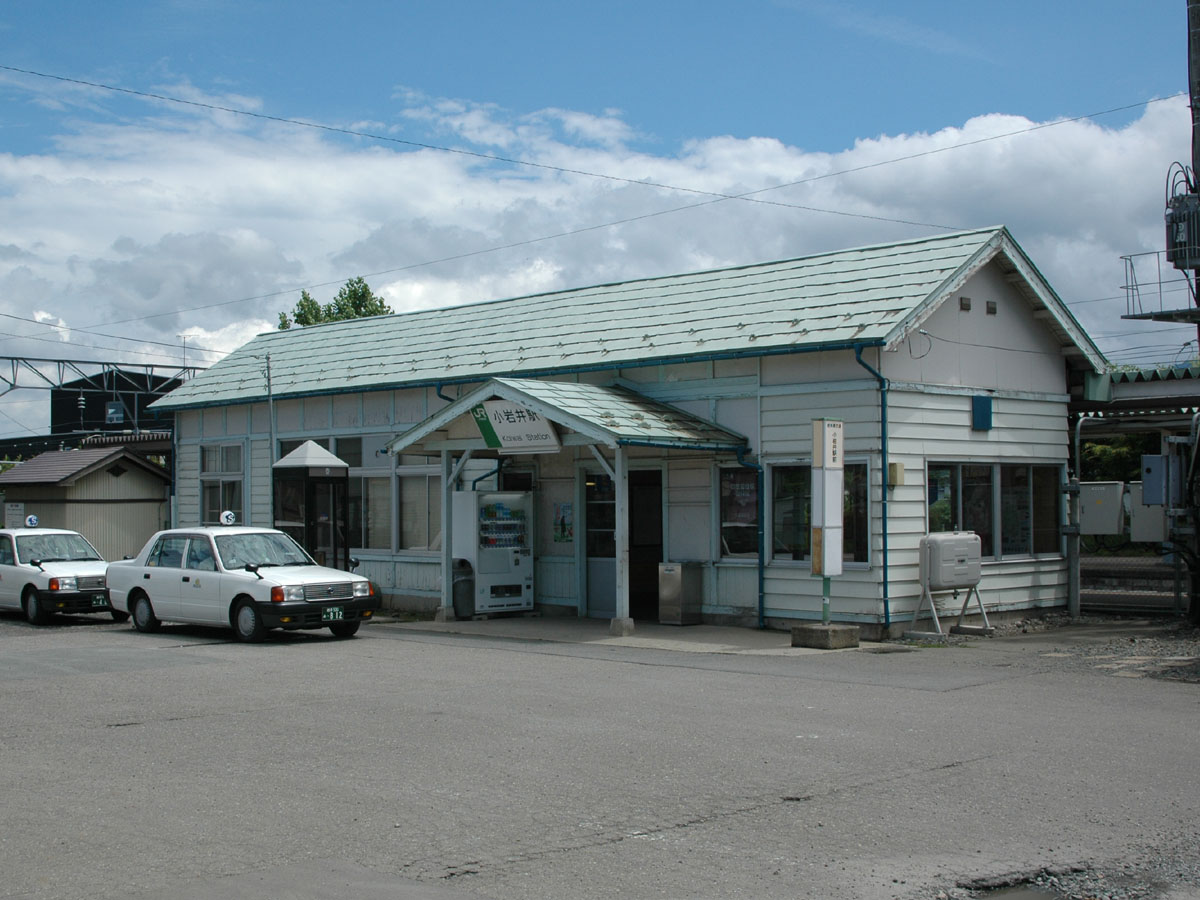
リニューアル前の駅舎（2007年7月）
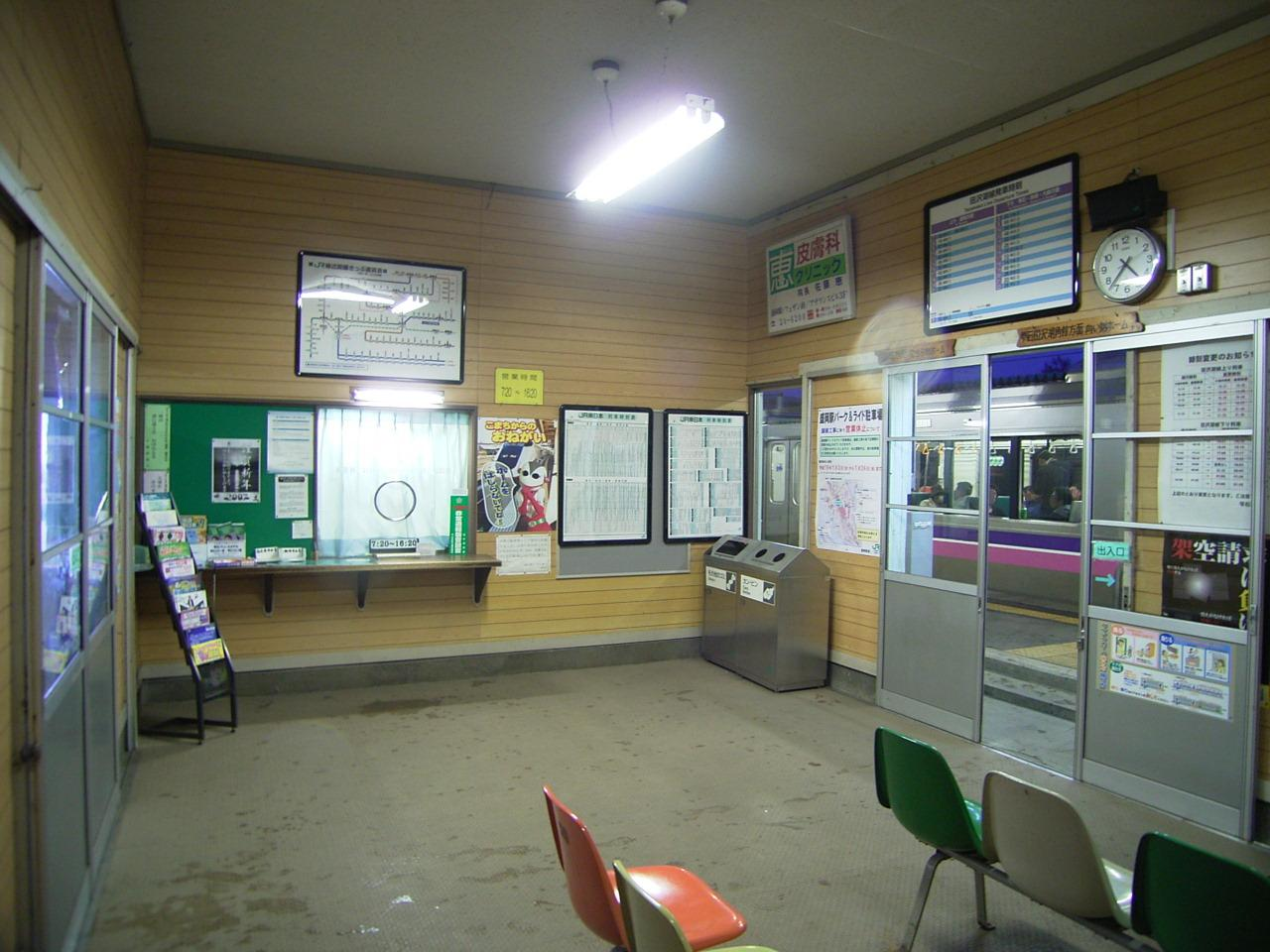
リニューアル前の駅舎内（2007年1月）

## 利用状況
JR東日本によると、2000年度（平成12年度） - 2021年度（令和3年度）の1日平均乗車人員の推移は以下のとおりであった。
| 1日平均乗車人員推移 | 1日平均乗車人員推移 | 1日平均乗車人員推移 | 1日平均乗車人員推移 | 1日平均乗車人員推移 |
| 年度                | 定期外              | 定期                | 合計                | 出典                |
| ------------------- | ------------------- | ------------------- | ------------------- | ------------------- |
| 2000年（平成12年）  |                     |                     | 590                 | [ 利用客数 1 ]      |
| 2001年（平成13年）  |                     |                     | 597                 | [ 利用客数 2 ]      |
| 2002年（平成14年）  |                     |                     | 606                 | [ 利用客数 3 ]      |
| 2003年（平成15年）  |                     |                     | 624                 | [ 利用客数 4 ]      |
| 2004年（平成16年）  |                     |                     | 634                 | [ 利用客数 5 ]      |
| 2005年（平成17年）  |                     |                     | 639                 | [ 利用客数 6 ]      |
| 2006年（平成18年）  |                     |                     | 629                 | [ 利用客数 7 ]      |
| 2007年（平成19年）  |                     |                     | 622                 | [ 利用客数 8 ]      |
| 2008年（平成20年）  |                     |                     | 610                 | [ 利用客数 9 ]      |
| 2009年（平成21年）  |                     |                     | 591                 | [ 利用客数 10 ]     |
| 2010年（平成22年）  |                     |                     | 569                 | [ 利用客数 11 ]     |
| 2011年（平成23年）  |                     |                     | 534                 | [ 利用客数 12 ]     |
| 2012年（平成24年）  | 86                  | 445                 | 531                 | [ 利用客数 13 ]     |
| 2013年（平成25年）  | 85                  | 448                 | 534                 | [ 利用客数 14 ]     |
| 2014年（平成26年）  | 80                  | 411                 | 491                 | [ 利用客数 15 ]     |
| 2015年（平成27年）  | 83                  | 412                 | 496                 | [ 利用客数 16 ]     |
| 2016年（平成28年）  | 81                  | 386                 | 468                 | [ 利用客数 17 ]     |
| 2017年（平成29年）  | 80                  | 381                 | 462                 | [ 利用客数 18 ]     |
| 2018年（平成30年）  | 77                  | 366                 | 444                 | [ 利用客数 19 ]     |
| 2019年（令和元年）  | 72                  | 356                 | 428                 | [ 利用客数 20 ]     |
| 2020年（令和02年）  | 46                  | 324                 | 370                 | [ 利用客数 21 ]     |
| 2021年（令和03年）  | 44                  | 306                 | 351                 | [ 利用客数 22 ]     |

## 駅周辺
- 小岩井郵便局
- 滝沢市営小岩井運動場
- 国道46号
- 岩手県道131号小岩井停車場線
- 岩手県道219号網張温泉線

### バス路線
岩手県交通の盛岡駅、小岩井農場、滝沢方面の路線バスとデマンドバスのあねっこバスが発着する。

## 隣の駅
東日本旅客鉄道（JR東日本）
■田沢湖線
大釜駅 - 小岩井駅 - 雫石駅

### 記事本文

#### 報道発表資料
1. 1 2 3 4 5 6  「JR田沢湖線「小岩井駅」駅舎譲渡に伴う工事着手のお知らせ (PDF)」（プレスリリース）、滝沢市／東日本旅客鉄道盛岡支社、2023年4月17日。2023年4月20日閲覧。
2. 1 2  「2023年5月27日（土）北東北3エリアでSuicaがデビューします！ (PDF)」（プレスリリース）、東日本旅客鉄道盛岡支社／東日本旅客鉄道秋田支社、2022年12月12日。2022年12月12日閲覧。
3. ↑  「北東北3県におけるSuicaご利用エリアの拡大について ～2023年春以降、青森・岩手・秋田の各エリアでSuicaをご利用いただけるようになります～ (PDF)」（プレスリリース）、東日本旅客鉄道、2021年4月6日。2021年4月6日閲覧。
4. ↑  「Suicaエリア外もチケットレスで! 東北エリアから「えきねっとQチケ」がはじまります (PDF)」（プレスリリース）、東日本旅客鉄道、2024年7月11日。2024年8月11日閲覧。
5. ↑  「JR田沢湖線「小岩井駅」の復元リニューアルを記念して「記念式典＆こいわいえきまつり」を開催します (PDF)」（プレスリリース）、東日本旅客鉄道盛岡支社／滝沢市／小岩井農牧、2023年11月14日。2023年12月9日閲覧。

#### 新聞記事
1. 1 2 3 4 5  「小岩井駅駅舎滝沢市に譲渡JR 改修し今冬に」『読売新聞』2023年4月18日。オリジナルの2023年4月19日時点におけるアーカイブ。2023年4月20日閲覧。
2. 1 2 3 4 5 6  「小岩井駅舎、活性化の拠点に 5月以降改修し、滝沢市へ譲渡」『岩手日報』2023年4月19日。オリジナルの2023年4月19日時点におけるアーカイブ。2023年4月20日閲覧。
3. ↑  「100年前の小岩井駅よみがえる 滝沢･改修工事完了､交流拠点へ」『岩手日報』2023年12月6日。オリジナルの2023年12月9日時点におけるアーカイブ。2023年12月9日閲覧。

### 利用状況
1. ↑  「JR東日本：各駅の乗車人員（2000年度）」東日本旅客鉄道。2025年7月10日閲覧。
2. ↑  「JR東日本：各駅の乗車人員（2001年度）」東日本旅客鉄道。2025年7月10日閲覧。
3. ↑  「JR東日本：各駅の乗車人員（2002年度）」東日本旅客鉄道。2025年7月10日閲覧。
4. ↑  「JR東日本：各駅の乗車人員（2003年度）」東日本旅客鉄道。2025年7月10日閲覧。
5. ↑  「JR東日本：各駅の乗車人員（2004年度）」東日本旅客鉄道。2025年7月10日閲覧。
6. ↑  「JR東日本：各駅の乗車人員（2005年度）」東日本旅客鉄道。2025年7月10日閲覧。
7. ↑  「JR東日本：各駅の乗車人員（2006年度）」東日本旅客鉄道。2025年7月10日閲覧。
8. ↑  「JR東日本：各駅の乗車人員（2007年度）」東日本旅客鉄道。2025年7月10日閲覧。
9. ↑  「JR東日本：各駅の乗車人員（2008年度）」東日本旅客鉄道。2025年7月10日閲覧。
10. ↑  「JR東日本：各駅の乗車人員（2009年度）」東日本旅客鉄道。2025年7月10日閲覧。
11. ↑  「JR東日本：各駅の乗車人員（2010年度）」東日本旅客鉄道。2025年7月10日閲覧。
12. ↑  「JR東日本：各駅の乗車人員（2011年度）」東日本旅客鉄道。2025年7月10日閲覧。
13. ↑  「JR東日本：各駅の乗車人員（2012年度）」東日本旅客鉄道。2025年7月10日閲覧。
14. ↑  「各駅の乗車人員 2013年度 ベスト100以外（7）：JR東日本」東日本旅客鉄道。2025年7月10日閲覧。
15. ↑  「各駅の乗車人員 2014年度 ベスト100以外（7）：JR東日本」東日本旅客鉄道。2025年7月10日閲覧。
16. ↑  「各駅の乗車人員 2015年度 ベスト100以外（7）：JR東日本」東日本旅客鉄道。2025年7月10日閲覧。
17. ↑  「各駅の乗車人員 2016年度 ベスト100以外（7）：JR東日本」東日本旅客鉄道。2025年7月10日閲覧。
18. ↑  「各駅の乗車人員 2017年度 ベスト100以外（7）：JR東日本」東日本旅客鉄道。2025年7月10日閲覧。
19. ↑  「各駅の乗車人員 2018年度 ベスト100以外（7）：JR東日本」東日本旅客鉄道。2025年7月10日閲覧。
20. ↑  “各駅の乗車人員 2019年度 ベスト100以外（7）：JR東日本”.   東日本旅客鉄道. 2020年7月18日閲覧。
21. ↑  「各駅の乗車人員 2020年度 101位以下（7）| 企業サイト：JR東日本」東日本旅客鉄道。2025年7月10日閲覧。
22. ↑  「各駅の乗車人員 2021年度 101位以下（7）| 企業サイト：JR東日本」東日本旅客鉄道。2025年7月10日閲覧。